# День визволення Італії
День визволення Італії (італ. Festa della Liberazione, також Річниця визволення Італії або 25 квітня) — національне свято Італійської Республіки, яке відзначається щороку 25 квітня на честь визволення Італії від нацистської окупації та фашистського режиму — кульмінації італійського Руху Опору проти нацистсько-фашистських сил.
Це один із ключових днів в історії Італії, який символізує боротьбу партизанів та регулярної армії, що почалася 8 вересня 1943 року — дня, коли було оголошено Касібільське перемир'я з союзниками.

## Історія
25 квітня 1945 року Національний комітет визволення Північної Італії (італ. Comitato di Liberazione Nazionale Alta Italia, CLNAI), штаб якого був у Мілані, під керівництвом Альфредо Піццоні, Луїджі Лонґо, Еміліо Серені, Сандро Пертіні та Лео Валіані, оголосив загальне повстання на всіх ще окупованих територіях. Партизанам, що входили до Добровольчого корпусу свободи, було наказано атакувати нацистські та фашистські гарнізони на півночі Італії й змусити їх капітулювати до прибуття союзників.
Того ж дня CLNAI видав низку декретів: про передачу повноважень CLNAI як представнику законного італійського уряду від імені народу, а також про правосуддя, де у статті 5 йшлося про смертну кару всім фашистським вождям. Беніто Муссоліні не був згаданий прямо, але він утік з Мілана того ж дня й був схоплений і розстріляний 28 квітня.
«Здатися або загинути!» — таким був заклик партизанів до нацистсько-фашистських сил.
|  | Громадяни, робітники! Загальний страйк проти німецької окупації, проти фашистської війни, за порятунок наших земель, наших домівок, наших фабрик. Як у Генуї і Турині — поставте німців перед вибором: здатися або загинути. |

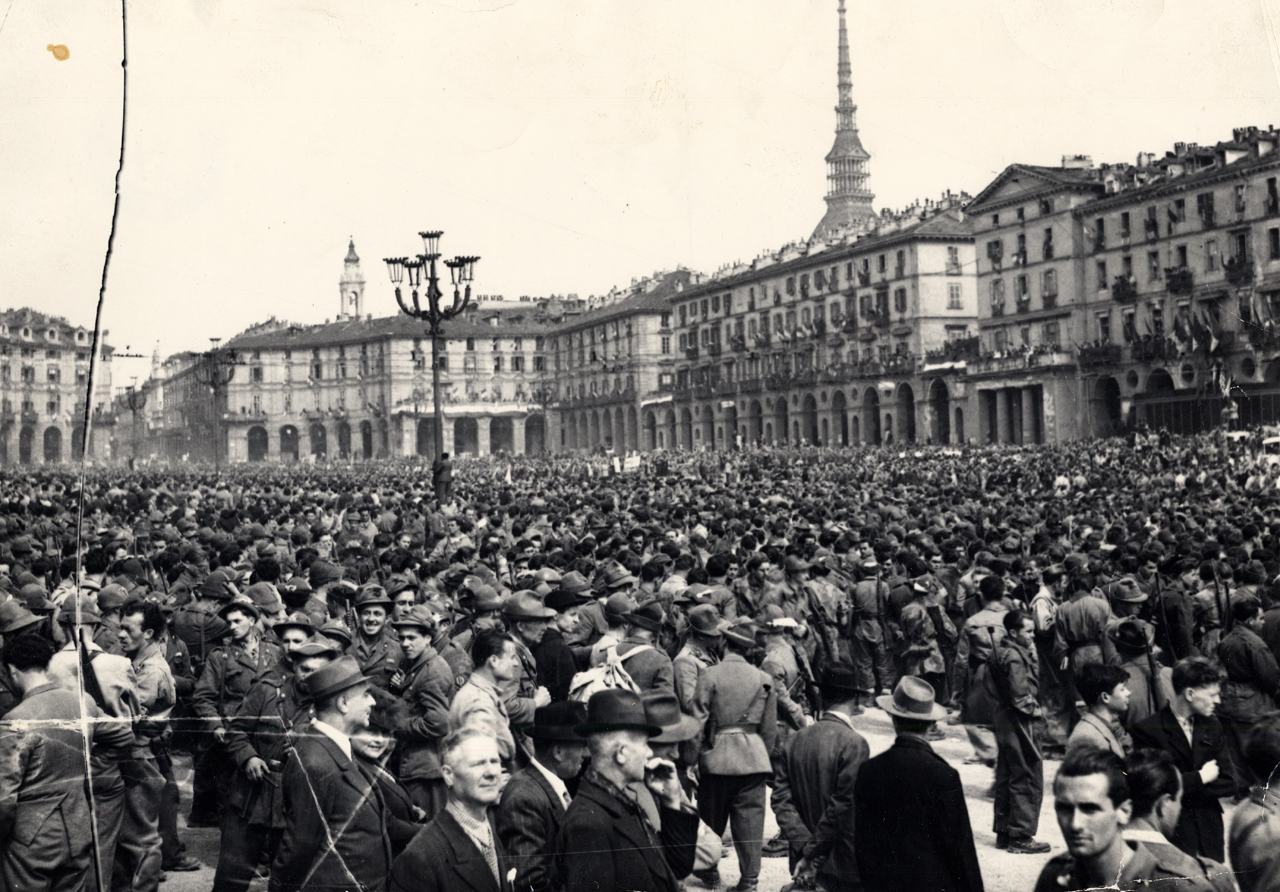
Святкова хода у Турині, 6 травня 1945

До 1 травня вся Північна Італія була визволена: Болонья — 21 квітня, Генуя — 23 квітня, Венеція — 28 квітня. Цей процес поклав край нацистській окупації, двадцятирічній фашистській диктатурі та п'ятирічній війні. Дата 25 квітня стала символом завершення збройного етапу Резистансу та початку політичного самовизначення, що привело до референдуму 2 червня 1946 року й народження Республіки Італія.
Фактичне завершення бойових дій на території Італії відбулося 2 травня 1945 року після підписання капітуляції в Казерті 29 квітня.

## Установлення свята

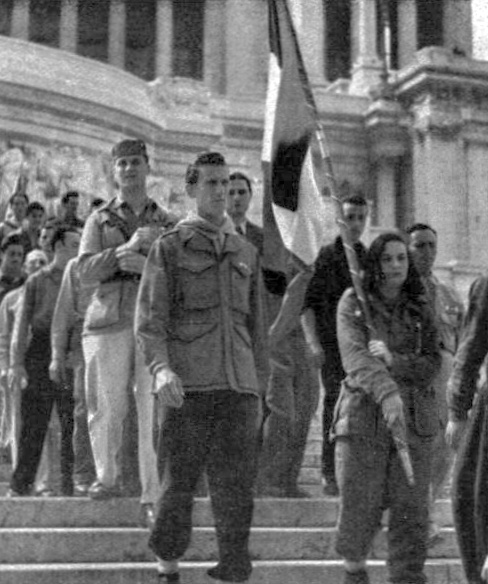
Святкування 25 квітня 1946

22 квітня 1946 року, за ініціативи прем'єр-міністра Альчіде де Гаспері, принц і регент Умберто II підписав декрет, що оголошував 25 квітня національним святом:
|  | На відзначення повного визволення італійської території, 25 квітня 1946 року оголошується національним святом. |

Свято тимчасово відзначалося також у 1947 і 1948 роках. Лише з 1949 року 25 квітня стало постійним святковим днем нарівні з 2 червня — Днем Республіки.

## Святкування
Серед урочистих подій — покладання Президентом Італії лаврового вінка до Могили Невідомого солдата у пам'ять про загиблих і зниклих безвісти.

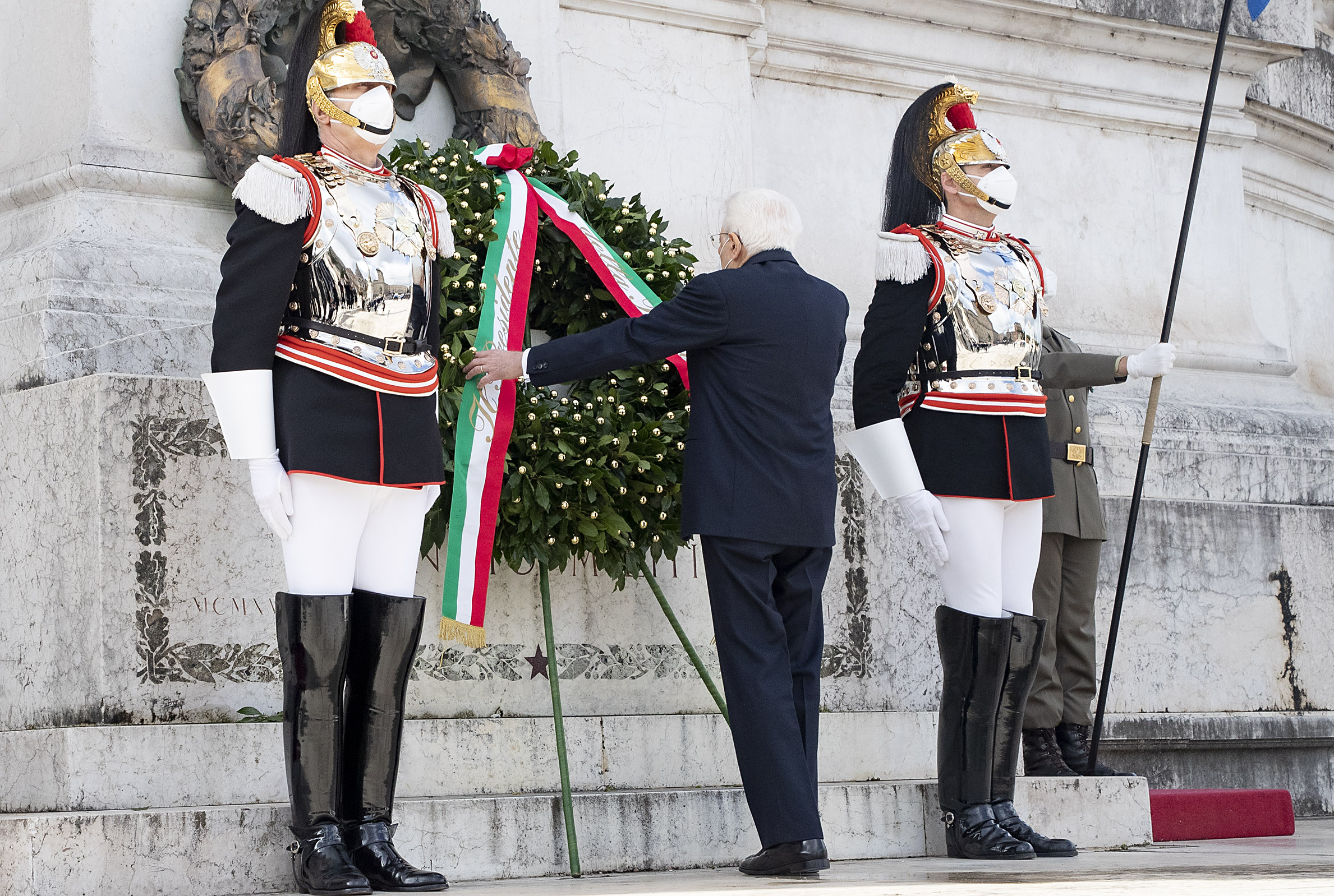
Покладання вінка до Могили Невідомого солдата, 25 квітня 2022

У цей день на всіх державних установах вивішуються італійський прапор та європейський прапор. По всій країні, особливо в містах, що були нагороджені за відвагу у визвольній війні, проходять мітинги та пам'ятні заходи.
У 1955 році прем'єр-міністр Маріо Шельба виступив із промовою:
|                                       | Ми згадуємо трагічні події недавньої історії не для розпалювання ненависті чи розбрату, а щоб вшанувати пам’ять загиблих і зрозуміти сенс їхньої жертви. Особливо для молоді, майбутнього нашої Батьківщини. |
| — La Stampa - Martedì 26 Aprile 1955. | |

У квітні того ж року Італійський соціальний рух (MSI) виступив із закликом скасувати свято через газету «Il Secolo d'Italia» (ініціатор — Франц Туркі), а також провів альтернативну церемонію на згадку про загиблих Республіки Сало, що призвело до сутичок із молоддю з лівих партій.
У 1960 році під час дебатів про уряд Фернандо Тамброні, який спирався на MSI, сенатори від цієї партії залишили залу перед початком святкувань, що викликало іронічні зауваження на їхню адресу.

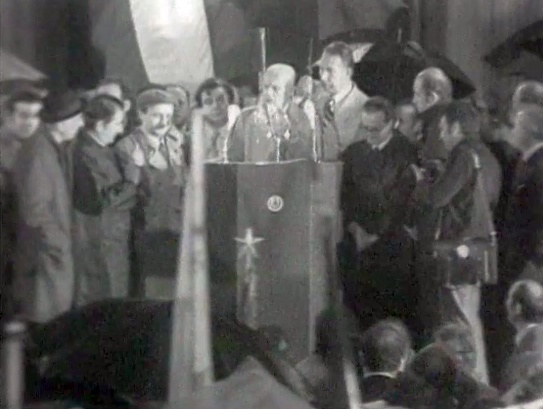
Сандро Пертіні в Мілані, 25 квітня 1973

У 1973 році Сандро Пертіні виголосив промову на площі Дуомо в Мілані, засуджуючи неофашистське насильство:
|  | Говорімо про тих, хто прагне знову вбити свободу — ці виродки, покидьки з каналізації, що звуться неофашистами. |

## Інші ініціативи
- «Виставка про перше та друге Відродження» (Mostra del primo e del secondo Risorgimento), Мілан, Аренгаріо, 21 квітня 1946[10].
- A. Garosci (ред.), Il secondo Risorgimento (1955) — офіційна публікація Міністерства освіти Італії до 10-річчя визволення.

## У культурі

### Музика
- 25 aprile 1945 — пісня Мільви (1975)
- 25 aprile — Вінічо Капоссела (1991)
- Quel giorno di aprile — Франческо Гуччіні (2012)
- I campi in aprile — Лучано Ліґабуе (2015)
- Non maledire questo nostro tempo — гурт I Gufi (1967)